# Evangelische Kirche Brandoberndorf

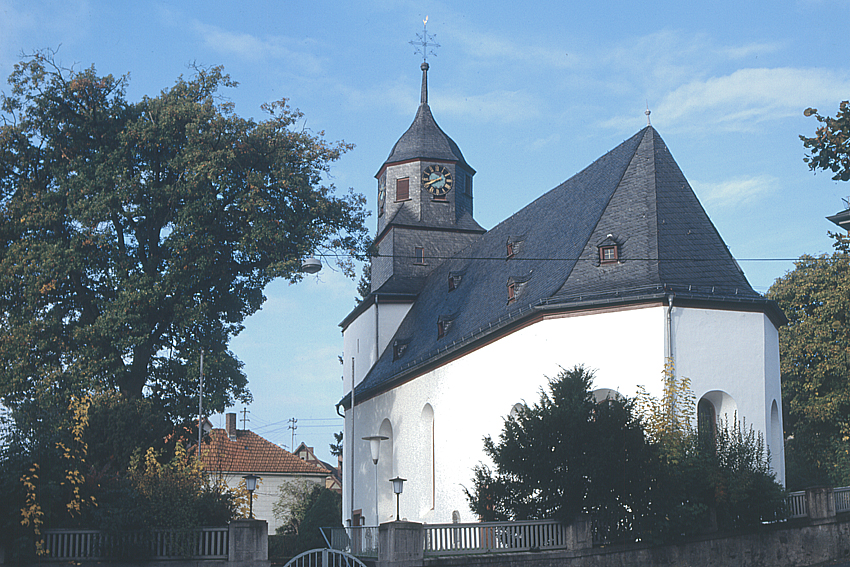
Evangelische Kirche in Brandoberndorf

Die evangelische Kirche ist ein denkmalgeschütztes Kirchengebäude in Brandoberndorf, einem Ortsteil der Gemeinde Waldsolms im Lahn-Dill-Kreis (Mittelhessen). Die Kirchengemeinde gehört zum Dekanat an der Lahn in der Propstei Nord-Nassau der Evangelischen Kirche in Hessen und Nassau.

## Geschichte und Architektur
Das nur durch das Schiff zugängliche Untergeschoss des ehemaligen wehrhaften romanischen Westturmes ist tonnengewölbt. Die Obergeschosse waren ursprünglich nur von außen zugänglich. Die Türmerstube und der Haubenhelm stammen vom Ende des 17. Jahrhunderts. Das im Kern gotische Schiff mit dreiseitigem Chor wurde Ende des 17. Jahrhunderts neu gestaltet. 

## Ausstattung
Innen auf der Nordwand wurde 1964 eine gotische Wandmalerei freigelegt. Die Kanzel aus dem Anfang des 18. Jahrhunderts hat figürlichen Intarsienschmuck.
Gustav Raßmann baute 1865 eine zweimanualige Orgel mit 14 Registern, die fast vollständig erhalten ist. Auf dem zweiten Manual steht nur die Physharmonika 8′ der Firma Schiedmayer.